# 北緯51度線
北緯51度線（ほくい51どせん）は、地球の赤道面より北に地理緯度にして51度の角度を成す緯線。ヨーロッパ、アジア、太平洋、北アメリカ、大西洋を通過する。この緯度の下では、夏至点時の可照時間は16時間33分で、冬至点時は7時間55分である。

## 通過する地域一覧
北緯51度線は、本初子午線から東に向かって以下の場所を通っている。
| 地理座標                                               | 国土・領土・領海   | 備考 |
| ------------------------------------------------------ | ------------------ | --- |
| 北緯51度0分 東経0度0分 / 北緯51.000度 東経0.000度      | イギリス           | イングランド |
| 北緯51度0分 東経0度58分 / 北緯51.000度 東経0.967度     | ドーバー海峡       | |
| 北緯51度0分 東経2度0分 / 北緯51.000度 東経2.000度      | フランス           | ノール＝パ・ド・カレー地域圏 — ダンケルクの南と、フランスの最北端を通過 |
| 北緯51度0分 東経2度34分 / 北緯51.000度 東経2.567度     | ベルギー           | ヘント（ゲント）の南を通過 |
| 北緯51度0分 東経5度46分 / 北緯51.000度 東経5.767度     | オランダ           | リンブルフ州 — 約10km |
| 北緯51度0分 東経5度54分 / 北緯51.000度 東経5.900度     | ドイツ             | ノルトライン＝ヴェストファーレン州 — ケルンの北部を通過 ヘッセン州 テューリンゲン州 — エアフルトを通過 ザクセン＝アンハルト州 テューリンゲン州 ザクセン州 — ドレスデンの南を通過 |
| 北緯51度0分 東経14度15分 / 北緯51.000度 東経14.250度   | チェコ             | |
| 北緯51度0分 東経14度34分 / 北緯51.000度 東経14.567度   | ドイツ             | ザクセン州 |
| 北緯51度0分 東経14度55分 / 北緯51.000度 東経14.917度   | ポーランド         | 約4km |
| 北緯51度0分 東経14度58分 / 北緯51.000度 東経14.967度   | チェコ             | |
| 北緯51度0分 東経15度6分 / 北緯51.000度 東経15.100度    | ポーランド         | 約3km |
| 北緯51度0分 東経15度8分 / 北緯51.000度 東経15.133度    | チェコ             | 約3km |
| 北緯51度0分 東経15度10分 / 北緯51.000度 東経15.167度   | ポーランド         | ヴロツワフの南を通過 |
| 北緯51度0分 東経23度57分 / 北緯51.000度 東経23.950度   | ウクライナ         | |
| 北緯51度0分 東経35度20分 / 北緯51.000度 東経35.333度   | ロシア             | |
| 北緯51度0分 東経49度19分 / 北緯51.000度 東経49.317度   | カザフスタン       | |
| 北緯51度0分 東経54度11分 / 北緯51.000度 東経54.183度   | ロシア             | |
| 北緯51度0分 東経56度29分 / 北緯51.000度 東経56.483度   | カザフスタン       | 約10km |
| 北緯51度0分 東経56度37分 / 北緯51.000度 東経56.617度   | ロシア             | 約9km |
| 北緯51度0分 東経56度45分 / 北緯51.000度 東経56.750度   | カザフスタン       | |
| 北緯51度0分 東経57度18分 / 北緯51.000度 東経57.300度   | ロシア             | |
| 北緯51度0分 東経57度45分 / 北緯51.000度 東経57.750度   | カザフスタン       | |
| 北緯51度0分 東経58度36分 / 北緯51.000度 東経58.600度   | ロシア             | |
| 北緯51度0分 東経61度30分 / 北緯51.000度 東経61.500度   | カザフスタン       | |
| 北緯51度0分 東経79度53分 / 北緯51.000度 東経79.883度   | ロシア             | |
| 北緯51度0分 東経80度28分 / 北緯51.000度 東経80.467度   | カザフスタン       | |
| 北緯51度0分 東経81度5分 / 北緯51.000度 東経81.083度    | ロシア             | |
| 北緯51度0分 東経83度7分 / 北緯51.000度 東経83.117度    | カザフスタン       | 約5km |
| 北緯51度0分 東経83度11分 / 北緯51.000度 東経83.183度   | ロシア             | 約2km |
| 北緯51度0分 東経83度13分 / 北緯51.000度 東経83.217度   | カザフスタン       | 約15km |
| 北緯51度0分 東経83度26分 / 北緯51.000度 東経83.433度   | ロシア             | |
| 北緯51度0分 東経97度50分 / 北緯51.000度 東経97.833度   | モンゴル           | |
| 北緯51度0分 東経102度15分 / 北緯51.000度 東経102.250度 | ロシア             | |
| 北緯51度0分 東経119度37分 / 北緯51.000度 東経119.617度 | 中華人民共和国     | 内モンゴル自治区 黒竜江省 |
| 北緯51度0分 東経127度0分 / 北緯51.000度 東経127.000度  | ロシア             | |
| 北緯51度0分 東経140度38分 / 北緯51.000度 東経140.633度 | 間宮海峡           | |
| 北緯51度0分 東経142度14分 / 北緯51.000度 東経142.233度 | ロシア             | 樺太 - サハリン州 |
| 北緯51度0分 東経143度36分 / 北緯51.000度 東経143.600度 | オホーツク海       | |
| 北緯51度0分 東経156度46分 / 北緯51.000度 東経156.767度 | ロシア             | カムチャツカ半島 |
| 北緯51度0分 東経156度51分 / 北緯51.000度 東経156.850度 | 太平洋             | アメリカ合衆国アラスカ州アマッティグナック島の南を通過 カナダ・ブリティッシュコロンビア州バンクーバー島の北を通過                                                                |
| 北緯51度0分 西経127度31分 / 北緯51.000度 西経127.517度 | カナダ             | ブリティッシュコロンビア州 アルバータ州 — カルガリーを通過 サスカチュワン州 マニトバ州 オンタリオ州 ケベック州                                                                   |
| 北緯51度0分 西経58度48分 / 北緯51.000度 西経58.800度   | セントローレンス湾 | |
| 北緯51度0分 西経57度3分 / 北緯51.000度 西経57.050度    | カナダ             | ニューファンドランド・ラブラドール州 — ニューファンドランド島 |
| 北緯51度0分 西経55度50分 / 北緯51.000度 西経55.833度   | 大西洋             | カナダ・ニューファンドランド・ラブラドール州・グロエー島の北を通過 |
| 北緯51度0分 西経4度32分 / 北緯51.000度 西経4.533度     | イギリス           | イングランド — サウサンプトンの北を通過 |

## ロシア領アメリカ
1799年、ロシア帝国皇帝パーヴェル1世が露米会社を設立する勅許を出した。勅令では、露米会社に対し、北緯55度線以北のアラスカでの毛皮採取、鉱物採掘を独占的に認めた。この境界は1790年以降ロシアが領有を主張していたものである。
1821年、露米会社に対しその支配地域を北緯51度以北にまで伸ばす勅許が出された。この勅許はアメリカ合衆国とイギリスから強く反対された。交渉により、ロシア領アメリカの南の境界は北緯54度40分線に定められた。